# Lakeview (Teksas)
Lakeview je gradić u američkoj saveznoj državi Teksas. Prema popisu stanovništva iz 2010. u njemu je živjelo 107 stanovnika.